# Anders Grubb
Anders Grubb född 21 oktober 1944 är en svensk läkare och seniorprofessor i klinisk kemi vid Lunds universitet.

## Biografi
Grubb disputerade 1974 på en avhandling om immunoglobuliner. Han tillträdde 1989 som professor i klinisk kemi vid Lunds universitet. Grubb har medverkat i flera läroböcker om njurmedicin och klinisk kemi. Grubbs vetenskapliga publicering har (2025) enligt Scopus över 25 000 citeringar och ett h-index på 80.

### Studier av struktur och funktion av cystatin C
Grubb och medarbetare isolerade under 1970-talet ett protein med okänd struktur och funktion, kallat bland annat γ-trace, och skapade en metod för att mäta dess halt i olika kroppsvätskor. De fastställde också aminosyrasekvensen hos proteinets enda polypeptidkedja samt dess rymdstruktur och DNA-sekvensen hos dess gen. Kunskapen om genstrukturen innebar också att man kunde skapa ett system för obegränsad produktion av proteinet. Grubb och andra konstaterade, att proteinets funktion var att hämma en stor grupp av proteaser, betecknade cystein-proteaser, eftersom aminosyran cystein var väsentlig för deras proteinspjälkande funktion. Eftersom proteinet var en cysteinproteas-inhibitor kom man internationellt överens om det funktionella namnet cystatin C. Grubb och andra identifierade cystatin C:s hämmarcentrum och baserat på dess struktur producerade de peptid-derivat, som inte bara hämmade cystein-proteaser utan också visade sig kunna hämma tillväxten av antibiotikaresistenta bakterier. Intakt cystatin C kunde också visas hämma tillväxten av vissa virus som herpes simplex och coronavirus.
Vid en ärftlig hjärnblödningssjukdom, visade Grubb och andra att cystatin C:s genstruktur avvek från det normala och att detta kunde användas för att diagnosticera sjukdomen.

### Studier av cystatin C inom njurfunktionsdiagnostiken

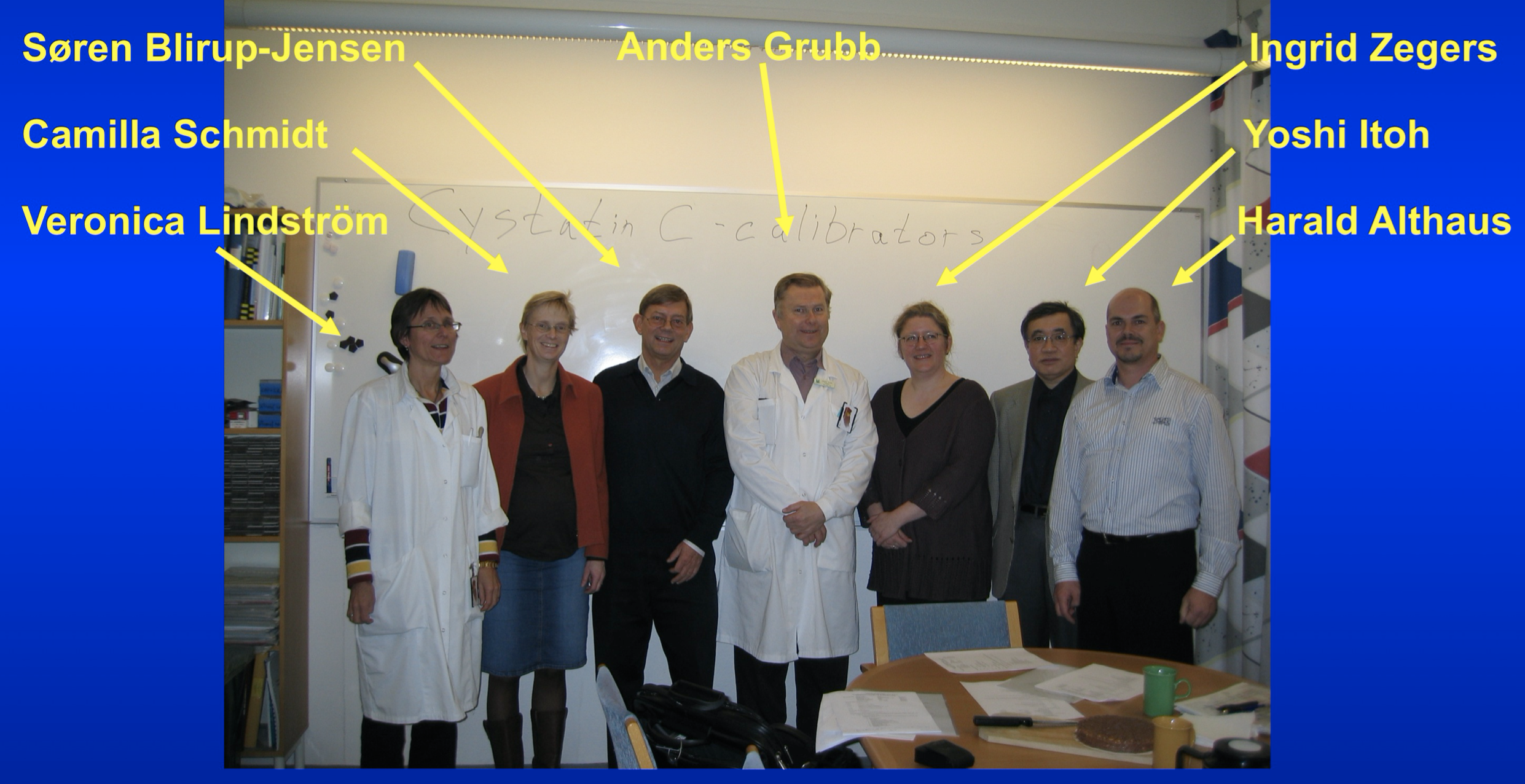
Arbetsgruppen tillsatt av International Federation of Clinical Chemistry för att skapa en världskalibrator för cystatin C.

Grubbs viktigaste bidrag inom klinisk medicin är emellertid upptäckten 1979 att cystatin C kataboliseras genom att utsöndras genom njurarna och att halten av cystatin C i blodplasma, eller serum, därför är en utmärkt markör för njurfunktionen mätt som glomerulär filtrationshastighet (GFR). Vanligtvis används halten av kreatinin i blodplasma, eller serum, som markör för njurfunktionen, men eftersom kreatininhalten är kraftigt beroende av muskelmassan hos en person, måste kreatinin-baserade ekvationer för att uppskatta njurfunktionen innehålla termer som kan approximera personens muskelmassa. Dessa termer innebär att personens kön och ras behöver anges. Ras och kön är otydliga och kontroversiella parametrar och när Grubb och medarbetare påvisat, att halten av cystatin C minimalt påverkas av dessa termer, öppnades möjligheter för att använda cystatin C-baserade ekvationer för att uppskatta njurfunktion utan sådana otydliga och kontroversiella parametrar. En mycket använd sådan ekvation (CAPA-ekvationen) beskrevs 2014.
För att alla världens laboratorier ska få jämförbara resultat när de mäter halten av cystatin C krävs tillgång till en internationellt accepterad kalibrator för cystatin C. Den internationella organisationen för klinisk kemi (IFCC) utsåg därför Grubb att leda en arbetsgrupp för att producera en sådan internationell kalibrator. Arbetsgruppen, understödd av bland andra EU:s Joint Research Centre, slutförde arbetet 2010 och kalibratorn finns nu tillgänglig som Certified Reference Material vid EU Joint Research Centre. Grubb och medarbetare påvisade 2014 att njurarnas förmåga att utsöndra 5-30 kDa stora molekyler, som cystatin C (13,3 kDa), kan vara selektivt sänkt i jämförelse med utsöndringen av små molekyler, som kreatinin (0,113 kDa), och att detta definierar en nyupptäckt vanlig njursjukdom, kallad krympt-por-syndrom, med kraftigt förhöjd risk för tidig död.

### Familj
Anders Grubb är son till Rune och Ella Grubb samt bror till Karin Grubb (fd Prellner).